# Іонні канали

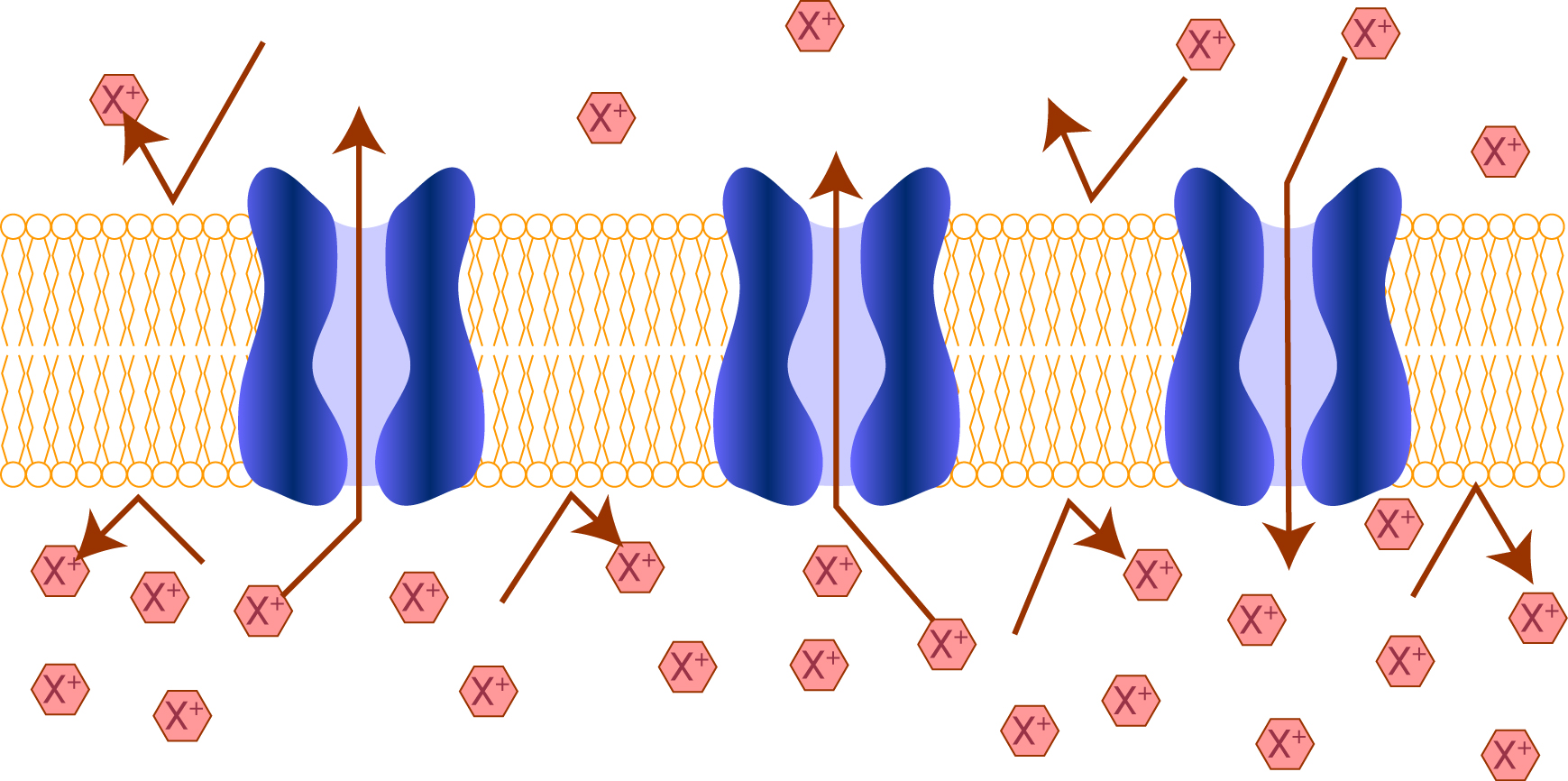
Схематичне зображення іонних каналів в мембрані клітини

Іонні канали — трансмембранні білки, що утворюють пори через цитоплазматичну та інші біологічні мембрани, які допомагають встановлювати і керувати електричною напругою через мембрани всіх живих клітин (так званим мембранним потенціалом), дозволяючи рух певних іонів вниз за електрохімічним градієнтом.

## Основні риси
Іонні канали регулюють потік іонів через мембрану у всіх клітинах. Вони являють собою білкову молекулу чи комплекс декількох молекул, які пронизують ліпідний шар клітинної мембрани наскрізь. Всередині білку знаходиться наскрізний отвір, або пора, через яку можуть рухатися іони. Пора відчиняється і зачиняється за допомогою рухів білкової молекули самого каналу або допоміжних білків — так званий «воротний механізм». При відкриванні пори через канал рухаються іони, яких примушує переміщуватися електрохімічний градієнт по обидва боки клітинної мембрани. Таким чином, канали є провідниками пасивного транспорту.
Рух іонів через канал призводить до зміни мембранного потенціалу клітини або входження нових іонів до клітини (у першу чергу іонів кальцію і хлору). Це надалі призводить до зміни функції клітини. Трансмембранний градієнт підтримується для небагатьох малих іонів: катіонів (Na+, Ca2+, K+, H+) та аніонів (Cl-, OH-). Тим не менш, існує декілька сотень генів, які кодують різноманітні йонні канали живих організмів. Це різноманіття пов'язане зокрема з різноманіттям воротних механізмів. Білкова молекула каналу сприймає певний вид енергії і у відповідь змінює свою конформацію так, щоб пора каналу відкрилася або закрилася. Поширеними є потенціалзалежні канали, тобто ті, що відкриваються у відповідь на певну різницю потенціалів на мембрані, та хемозалежні канали, тобто ті, які змінюють конформацію після зв'язування зі специфічною молекулою. Є також канали, які змінюють свою здатність пропускати іонний струм у відповідь на зміну температури, pH, тиск на мембрану, світло тощо.

### Молекулярна будова

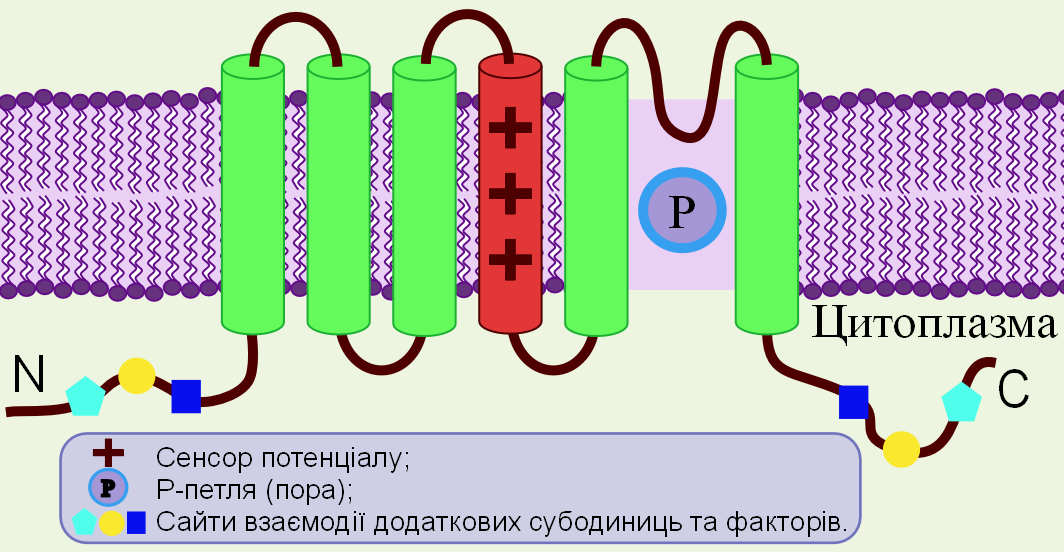
Схема молекулярної будови пороутворюючої α-субодиниці потенціал-залежного іонного каналу (на прикладі калієвого каналу)

Ці комплекси зазвичай мають вигляд циліндричної структури, складеної з однієї або декількох ідентичних, гомологічних або різних білкових молекул, щільно упакованих навколо заповненої водою пори, що проходить через ліпідний бішар мембрани. Якщо ці білкові молекули або субодиниці каналу є продуктами одного гену, то канал є гомомером, якщо ж різних — то гетерометром. За кількістю субодиниць розрізняють мономери, дімери, тримери, тетрамери, пентамери, октамери тощо. Наприклад, калієві канали часто є гомотетрамерами — тобто утворені чотирма однаковими субодиницями.
За звичайною номенклатурою, субодиниці, що формують пору, називаються α-субодиницями, тоді як допоміжні субодиниці — β, γ і так далі.
Кожна α-субодиниця складається з декількох (2-7) трансмембранних сегментів (що найчастіше є α-спіралями), Р-петлі, яка вистилає пору, цитоплазматичних кінців та зовнішньоклітинних петель.

### Властивості іонних каналів

Фізичний діаметр найбільш поширених іонів у дослідженнях іонних каналів

- Селективність — це здатність каналу вибірково пропускати певний тип іонів. Вибірковість є відносною: навіть високоселективні канали при певних умовах (іонний склад середовища, ліпідний склад мембран, температура тощо) можуть пропускати й інші іони окрім основного. Але при фізіологічному стані за селективністю канали поділяють на селективні (наприклад, натрієві чи калієві), чи неселективні (катіонний канал глутаматного рецептору). Селективність звичайно досягається специфічною будовою пори. Пора містить в собі селективний фільтр, який може мати ширину близько діаметра одного атому, що дозволяє проходження лише певного типу іонів, наприклад натрію або калію, або в ньому знаходяться місця зв'язування, що мають афінність лише до певних іонів (наприклад, кальцію). Для дослідження фізичних розмірів пори каналу та її електричного заряду використовували іони різного діаметру, вивчаючи, які з них можуть формувати електричний струм.
- Проникність — це здатність певного іона проходити крізь пору каналу. Проникність прямо випливає з селективності. Чим вище селективність каналу, тим нижче провідності для неосновних іонів.
- Провідність — це величина, що показує кількість іонів, що здатні пройти через пору каналу за одиницю часу. Одиниця провідності — сименс.

## Біологічна роль
Відкриття і закриття іонних каналів лежать в основі передачі нервових імпульсів, а провідність каналів є основою роботи електричних синапсів. Тому іонні канали є вкрай важливими компонентами нервової системи. Дійсно, більшість наступальних і захисних токсинів, які організми розвинули для припинення роботи нервові системи хижаків і здобичі (наприклад, отрути, що виділяються павуками, скорпіонами, зміями, рибами, бджолами, морськими молюсками та іншими організмами) працюють через блокування іонних каналів. Іонні канали залучені до підтримання напруги в мітохондріях еукаріотів та на плазматичних мембраних прокаріотів, яка використовується для отримання енергії у вигляді АТФ — основного «палива» клітин. Крім того, численні іонні канали відповідають за широкий спектр біологічних процесів, які залучають швидкі зміни стану клітини, наприклад: серцевої діяльності, скорочення скелетних і гладеньких м'язів, транспорт поживних речовин через епітелій, роботі T-лімфоцитів, секреції гормонів. При розробці нових ліків іонні канали — дуже часті мішені.

## Різноманіття іонних каналів
Єдиної класифікації іонних каналів на сьогодні не існує. Канали систематизують за селективністю до іонів (аніонні, катіонні, натрієві, калієві, хлорні, тощо), за механізмом активації (потенціалзалежні, лігандкеровані, депокеровані, механорецептори, температурозалежні тощо), за чутливістю до хімічних речовин (наприклад, АТФ-залежні, TTX-нечутливі), за генетичною гомологією. В українській науковій літературі запропонована така класифікація:
- Лігандкеровані іонні канали
  - Cys-петельні — гомо- чи гетеропентамерні
    - Неселективні катіонні: нікотиновий ацетилхоліновий рецептор, серотоніновий рецептор
    - Селективні хлорні: гліциновий рецептор, ГАМКА-рецептор, ГАМКС-рецептор

  - Глутаматні рецептори — гомо- чи гетеротетрамери
    - AMPA-рецептори, каїнатні рецептори, NMDA-рецептори

  - Пуринові рецептори — гомо- чи гетеротетрамери
    - P2X-рецептори
- Потенціалзалежні іонні канали
  - Натрієві канали
    - тетродотоксин-чутливі
    - тетродотоксин-нечутливі

  - Кальцієві канали
    - L-типу
    - N-типу
    - P/Q-типу
    - R-типу
    - T-типу — низькопорогові кальцієві канали
- Калієві канали
  - Потенціалзалежні
    - Shaker- Shab- Shal- Shaw-споріднені
    - KvLQT1-споріднені
    - eag-споріднені
    - erg-споріднені
    - elc-споріднені

  - кальцій-активовані
    - великої провідності BK
    - малої провідності SK
    - IK
    - Na-, Cl-активовані
    - OH-активовані

  - Вхідного випрямлення
    - Kir
    - G-білок регульовані GIRK
    - АТФ-залежні калієві канали K-ATP

  - фонові
    - двопородоменні (2P)
- Канали, керовані циклічними нуклеотидами
  - CNG
  - HCN
- Депокеровані та арахідонатрегульовані канали
  - SOC
  - ARC
- Канали «транзієнтного рецепторного потенціалу» (ТРП)
  -     - TRPC, «класичні»
    - TRPV, «ванілоїдні» TRPV1
    - TRPM, «меластатинові» TRPM8
    - TRPA, «анкиринові»
    - TRPP, «поліцистинові»
    - TRPML, «муколіпіни»
- Натрієві потенціалзалежні дегенеринподібні
  - епітеліальні ENaC
  - протончутливі ASIC
- Аніонні іонні канали
  - Хлорні канали ClC
  - ABC
  - VRAC
  - CACC

## Захворювання, пов'язані з іонними каналами
Порушення роботи іонних каналів часто призводять до захворювань — каналопатій. Основна причина таких порушень — спадкові мутації, що впливають на структуру каналу, але й можливі й інші пошкодження (метаболічні, радіаційні тощо).
Приклади каналопатій:
- муковісцидоз
- серцеві аритмії
- синдром Бругада
- синдром Тимоті
- генералізована епілепсія

До 18 % усіх лікарських препаратів на медичному ринку впливають на роботу тих чи інших іонних каналів. Також іонні канали розглядаються як молекулярні мішені, на які можна впливати за допомогою специфічних антитіл.

## Історія досліджень

### Мембранна теорія
Довгий час цитологи сперечались, як влаштована клітина. Між собою конкурували дві теорії: мембранна та фазова. Мембранна теорія передбачала наявність напівпроникного бар'єру, який би відокремлював цитоплазму від міжклітинного простору, таким чином створюючи градієнти речовин. Фазова теорія виключала наявність такого бар'єру, а гомеостаз у клітині підтримують білки-акцептори різних речовин — акцептори калію, натрію, кисню, глюкози та інш. Відкриття електронної мікроскопії довело перемогу мембранної теорії. Тому наступним кроком стало вивчення властивостей мембрани. Алан Годжкін та Бернард Кац виявили здатність гігантського аксону кальмара пропускати різні іони при різних мембранних потенціалах. Так з'явилась гіпотеза про наявність селективних іонних каналів. Надалі вона блискуче підтвердилася.

### Методи дослідження
Перші дослідження іонних каналів були здійснені за допомогою мікроелектродів на гігантських збудливих клітинах. Розвиток мікроелектродної техніки призвів до створення методу фіксації потенціалу на ділянці мембрани. Спочатку дослідження проводилися лише на функціональному рівні, далі гени каналів було клоновано і їх стали також вивчати генетично та структурно.
Також іонні канали тепер штучно вводять у клітини, що майже не мають власних каналів (яйцеклітини, імморталізовані клітинні лінії тощо), де вивчають їх функції. Використовують низку молекулярно-біологічних та оптичних методів (ПЛР, кількісну ПЛР, ПЛР для однієї клітини, імунохімічні методи, флуоресцентну мікроскопію). Деякі канальні білки вдалося закристалізувати та провести рентгеноструктурний аналіз. Інші структури передбачені поки що теоретично.

### Внесок українських вчених у дослідження іонних каналів
В Інституті фізіології імені О. О. Богомольця НАН України ще з 1950-х почалися дослідження електричних властивостей клітин. Біля витоків цієї роботи стояли Данило Воронцов, Платон Костюк, Михайло Шуба. Вперше у світі Костюк і Кришталь довели наявність окремих кальцієвих каналів у клітинній мембрані нервових клітин. Надалі під керівництвом Платона Костюка групою Миколи Веселовського було вперше описано струми через кальцієві канали Т-типу, а групою Олега Кришталя — через пуринові та протончутливі канали.
У 2005 році виходець з України Юрій Киричок (учень Олега Кришталя) вперше описав струми через іонні канали сперматозоїда, зокрема вдалося відкрити лужночутливий кальцієвий канал CatSper.